# Red de Transporte de Pasajeros de la Ciudad de México
La Red de Transporte de Pasajeros de la Ciudad de México, también comercialmente RTP, es un servicio de transporte público operado por el Gobierno de la Ciudad de México. La red dispone de 103 líneas y una flota de 1,360 autobuses. 
El sistema se puede pagar con efectivo o con la Tarjeta de Movilidad Integrada.

## Historia

### Antecedentes
Desde la quiebra de Ruta 100 en 1995, la Ciudad de México volvió a sufrir la falta de un sistema de autotransporte regulado y con una cobertura muy amplia. Después de su quiebra, el servicio de transporte público prestado por el Departamento del Distrito Federal (DDF) se limitó a la operación del Sistema de Transporte Colectivo Metro y el Servicio de Transportes Eléctricos (STE).
Surgieron empresas después de la quiebra, algunas formadas por extrabajadores de Ruta 100 (como Grupo Metropolitano del Transporte (GMT)) y otras, por las "rutas" (organizaciones de microbuseros agrupados y con permiso para operar diferentes derroteros) como la 1, 2, 3, 114, 117, 118, 119, etc.
En noviembre de 1997 el DDF le transfirió al STE la operación de 169 autobuses articulados MASA U18 y de 20 unidades equipadas para personas con discapacidad, incorporando a 560 trabajadores a dicho sistema.
Mientras tanto, y hasta la creación de RTP en 2000, el Consejo de Incautación de Ruta 100 administraba los bienes y operaba el servicio de autobuses urbanos bajo el apelativo de Sistema Temporal de Transporte, quedando para mediados de 2000 con sólo 7 módulos operativos, 99 rutas y poco más de 860 autobuses en mal estado de operación.
El viernes 7 de enero de 2000 se decretó en la Gaceta Oficial del D.F. la creación del Organismo Público Descentralizado Red de Transporte de Pasajeros del D.F. (RTP), siendo entonces Jefa de Gobierno del Distrito Federal Rosario Robles Berlanga; conformándose operativamente con el parque vehicular de 860 autobuses que aún subsistían de Ruta 100 y del Sistema Temporal de Transporte. 
No es sino hasta marzo del mismo año, y en el primer banderazo de salida en mayo, cuando comenzaron a correr por las calles de la Ciudad De México los primeros autobuses remozados con un corte de color naranja y franjas color verde turquesa y blanco hueso, símbolos de una transición que desde 1995 era necesaria al verse dislocado uno de los principales medios de transporte usados por las clases de escasos recursos de la capital y su periferia.

### Inicio de operaciones

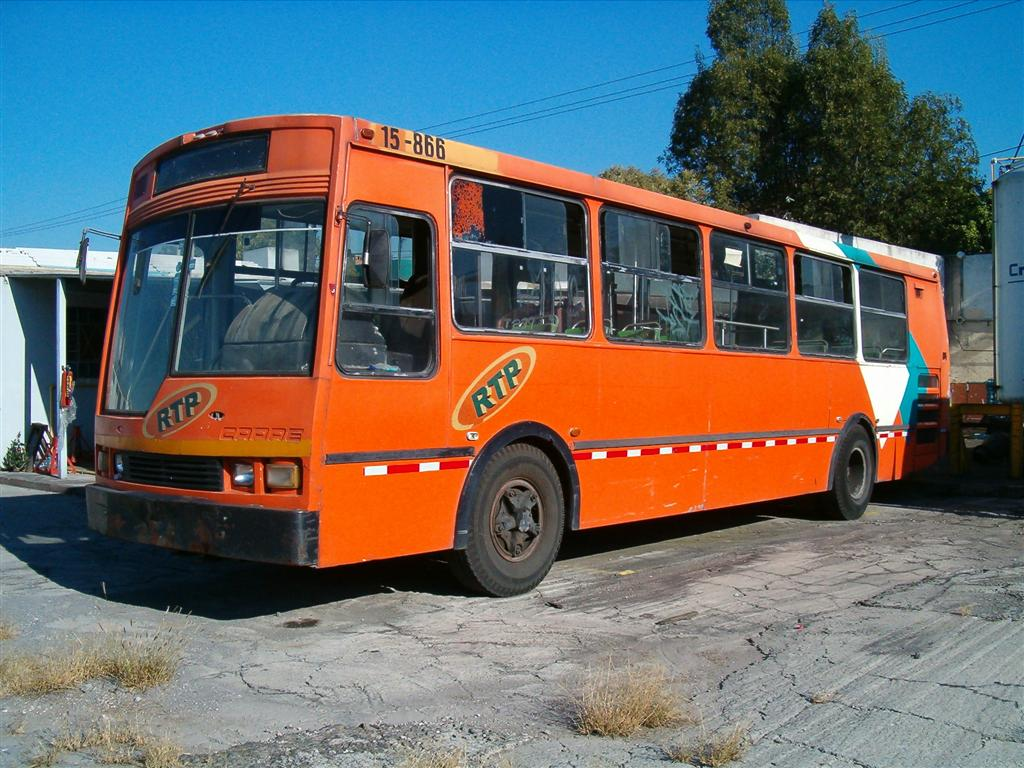
Uno de los primeros autobuses de RTP que perteneció a Ruta 100, con el corte de color naranja con el que se inició el servicio en el año 2000.

Una vez creado el organismo, ya con una personalidad jurídica y patrimonio propios, se comenzó a reordenar la prestación y la imagen del servicio. Para marzo de 2000 y hasta enero de 2001, el sistema contaba con el siguiente Parque Vehicular Operable:
- 11 MASA SOMEX (articulado S545).
- 1 AB Volvo (articulado).

- 179 MASA-Somex (modelos S502M y S500).

- 67 metrobuses (carrocerías Moyada, Cayada, CAPRE, Ballalvi, CATOSA; Chasís DINA).

- 182 autobuses Chatos Diseño Ruta 100 (Prototipo CAPRE).

- 313 Bóxer Mediano (CATOSA-FAMSA).

- 105 Bóxer Corto (CAPRE-FAMSA).

- 10 convencionales Scorpio (DINA).

Para el establecimiento de RTP, la mayoría del parque vehicular ya había rebasado su tiempo de vida útil, aunque con los trabajos de mantenimiento se logró ampliarles un plazo mayor; así que para el 19 de septiembre de 2000, una vez planteado ante el Gobierno del Distrito Federal, RTP lanzó una licitación pública nacional orientada a empresas que dispusieran de planta para fabricación del tren motriz, para la fabricación de 500 unidades destinadas para la primera etapa de renovación del parque vehicular.
De este concurso, las empresas finalistas fueron International, DINA y Mercedes Benz; pero las dos últimas fueron descalificadas por presentar aspectos técnicos diferentes a los de la licitación y/o por falta de propuestas económicas; siendo International la vencedora, según los resultados lanzados el 19 de octubre de 2000.
Asimismo, las autoridades del GDF definieron el objetivo principal de RTP: ofrecer un servicio de transporte orientado a cubrir las zonas periféricas habitacionales (preferentemente de escasos recursos) a las estaciones del STC Metro, con una tarifa accesible y como complemento de otros modos de transporte existentes.
El 19 de marzo de 2001 se dio el banderazo de los primeros 200 autobuses que formaron parte de la primera etapa de la renovación del parque vehicular de RTP. Desde esta fecha y hasta junio de 2001, se llevó a cabo la primera etapa de la renovación, que además de incluir 500 autobuses nuevos, se mantiene la oferta de servicio con 105 rutas.

### Desarrollo y consolidación

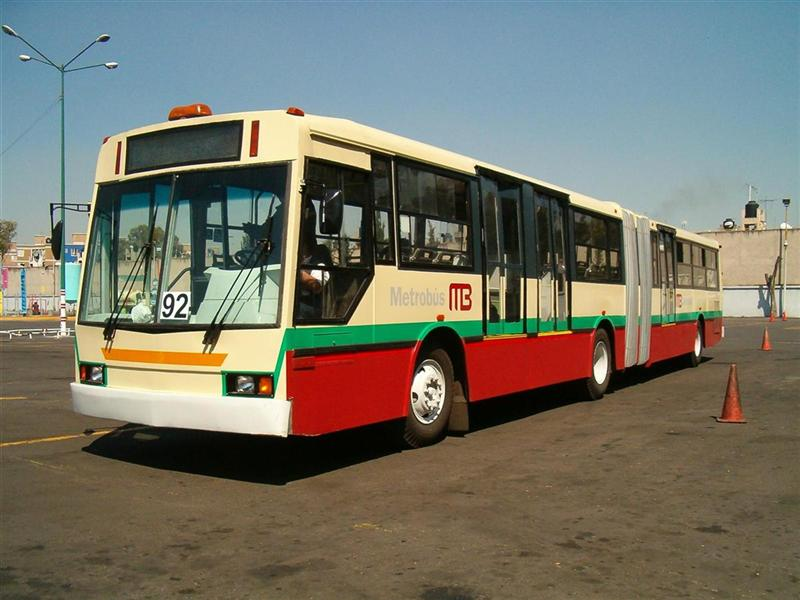
Autobuses del Metrobús provenientes de RTP.

En años subsecuentes, entre 2002 y 2006, el gobierno continuó con la renovación del parque vehicular y con la incorporación de autobuses en rutas estratégicas como parte de la política preferencial a zonas de escasos recursos en la Ciudad de México.
En el año 2002, fueron entregadas 155 autobuses Mercedes-Benz Marcopolo Torino, mientras que en el 2004 se incorporaron 103 nuevos autobuses también de la marca Mercedes-Benz Marcopolo Torino.
En 2005 se creó el sistema Metrobús, del cual RTP participó como empresa operadora, para ello se adquirieron 20 unidades articuladas, en 2006 se sumaron 10 más para dar servicio en la Línea 1 de Avenida de los Insurgentes.
El último banderazo de unidades del Servicio Ordinario se dio en el 2006, se incorporaron 240 autobuses nuevos y 35 rehabilitados; estos últimos, como resultado de desarrollos tecnológicos para incorporar mejoras tanto técnicas como ecológicas, a autobuses que a pesar de su antigüedad, todavía pueden ser considerados como operables y con un buen estado de funcionamiento.
En 2008 se adquirieron 33 autobuses para la operación de RTP en Metrobús, 12 de los cuales son autobuses biarticulados para 240 pasajeros, los primeros en su tipo en México. En 2014 se adquirieron 5 autobuses articulados y 5 biarticulados más.  

### De RTP a Sistema de Movilidad 1

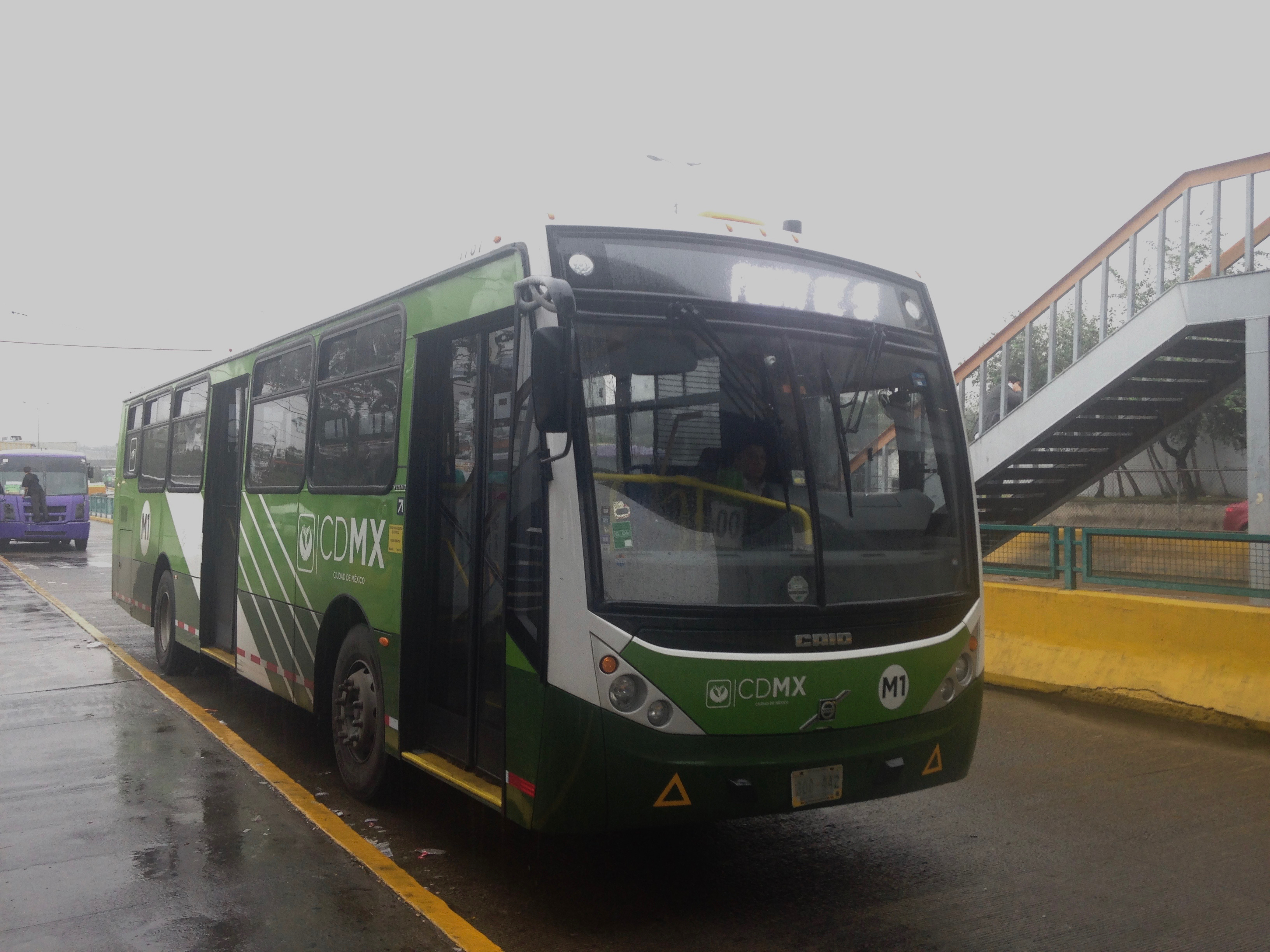
Autobús del Sistema M1 en un paradero.

Hacia enero de 2015 el Gobierno de Ciudad de México anunció una renovación gradual de la flota de los autobuses de RTP, así como un cambio de nombre a Sistema de Movilidad 1 o M1. Las autoridades afirmaron entonces que el 50 por ciento de la flota existente del sistema a 2016 era obsoleto y más de 230 mil personas dejaron de usar el sistema RTP en los últimos años.
El 15 de junio de 2016, la administración de Miguel Ángel Macera decretó que el sistema RTP, creado en enero del 2000 con 75 rutas, cambiaría de nombre a Sistema M1 con el objetivo de hacer que el servicio sea más accesible, sustentable e innovador.
A las unidades entre los modelos 2006 y 2009 les serán instalados filtros con el fin de reducir sus emisiones contaminantes. Como parte de esta renovación los modelos del 2001 a 2002 fueron chatarrizados y renovados con autobuses nuevos Euro 5 (solo pocas unidades en buen estado se conservaron para servicio ordinario,así como otros que fueron reconvertidos a unidades de servicios generales para mantenimiento y provisiones en Modulos Operativos y cierres de circuito).
Los nuevos autobuses de M1 tuvieron una cromática color verde, sistemas de videovigilancia y sistemas para personas con discapacidad.
El nuevo servicio contaba 1,357 autobuses distribuidos entre Transporte Escolar, servicio Ordinario, servicio Atenea, servicio Expreso, Ecobús y Metrobús. Con ese inventario se cubrió un total de 94 rutas, lo que representa 3,267 kilómetros, transportando un promedio de 450,000 pasajeros diariamente.

### Vuelta a denominación RTP

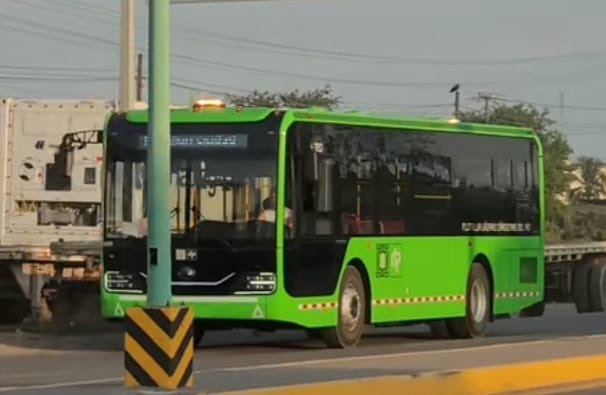
Autobús de RTP de marca Yutong con la nueva cromatica,acorde al diseño y homologacion del sistema de Movilidad Integrada.

En enero de 2019, el Sistema de Movilidad 1 retomó su nombre como Red de Transporte de Pasajeros (RTP), luego de que el Gobierno de Ciudad de México lo publicó en la Gaceta Oficial, el director general del RTP en ese entonces, Ramón Jiménez López, dijo que el cambio se realizó por una propuesta de campaña de la, en ese entonces, candidata a Jefa de Gobierno de Ciudad de México, Claudia Sheinbaum. El cambio se hizo principalmente debido a que las autoridades se habían encontrado con un sistema rezagado, donde más del 60% de las unidades estaban fuera de circulación.
Durante la administración de la Jefa de Gobierno Claudia Sheinbaum, se modernizaron los autobuses RTP dándoles nueva cromática, nuevas formas de pago (incluyendo el sistema de pago Movilidad Integrada), y mejores unidades en la mayor parte de las rutas.

## Rutas
| Ruta | Longitud (km) | Direcciones                                                  | Vialidades troncales                                   | Situación      | Apertura | Módulo |
| ---- | ------------- | ------------------------------------------------------------ | ------------------------------------------------------ | -------------- | -------- | ------ |
| 1D   | 47.3          | Mixcoac - Santa Marta                                        | Eje 7 Sur / Eje 8 Sur                                  | Sur: O < > E   | 2000~    | 4      |
| 2A   | 42.3          | Pino Suárez - San Pedro Mártir                               | Calzada de Tlalpan                                     | Radial S       | 2019     | 2      |
| 9C   | 17.2          | C. Comercial Santa Fe - Tlacuitlapa (Puerta Grande)          | Autopista Urbana Poniente                              | Pte.: N < > S  | 2000~    | 1      |
| 9D   | 19.0          | C. Comercial Santa Fe - San Bartolo Ameyalco                 | Avenida de los Poetas                                  | Radial SO      | 2025     | 1      |
| 11A  | 41.8          | U.H. San Juan de Aragón - Chapultepec                        | Eje 3 Norte / M. Escobedo                              | Nte.: O < > E  | 1992     | 7      |
| 12   | 42.1          | U.H. San Juan de Aragón - Panteón San Isidro                 | Eje 3 Norte                                            | Nte.: O < > E  | 1981     | 7      |
| 13A  | 42.2          | Parque México - Pedregal de San Nicolás (Torres de Padierna) | Avenida Revolución                                     | Pte.: N < > S  | 1991     | 2      |
| 17E  | 23.5          | Universidad - San Pedro Mártir                               | Calzada de Tlalpan                                     | Radial S       | 2000~    | 2      |
| 17F  | 25.9          | Tasqueña - San Pedro Mártir                                  | Calzada de Tlalpan                                     | Radial S       | 2000~    | 2      |
| 18   | 25.4          | Cuatro Caminos - Moctezuma 2da Sección                       | Avenida Nonoalco                                       | Nte.: O < > E  | 1981     | 7      |
| 19   | 24.5          | El Rosario - Parque México                                   | Granjas / M. Escobedo                                  | Pte.: N < > S  | 1981     | 7      |
| 19A  | 32.2          | El Rosario - Parque México                                   | Granjas / Sto. Tomás                                   | Pte.: N < > S  | 1981     | 7      |
| 23   | 26.0          | La Raza - El Tepetatal (El Charco)                           | Eje Central Norte                                      | Radial N       | 1981     | 6      |
| 25   | 16.0          | Potrero - Zacatenco / San Juan Ticomán                       | Avenida I.P.N.                                         | Radial N       | 1981     | 6      |
| 27A  | 30.4          | Hidalgo - Reclusorio Norte                                   | Eje Central Norte                                      | Radial N       | 2000~    | 6      |
| 31B  | 46.1          | Pino Suárez - Deportivo Xochimilco                           | Calzada de Tlalpan                                     | Radial S       | 2019     | 3      |
| 33   | 32.2          | León de los Aldama - Chabacano                               | Eje 1 Oriente                                          | Ote.: N < > S  | 1981     | 5      |
| 34A  | 38.3          | Balderas - C. Comercial Santa Fe                             | Eje 1 Sur / Av. Constituyentes                         | Radial SO      | 2011     | 1      |
| 34B  | 43.2          | La Bombilla - C. Comercial Santa Fe                          | Autopista Urbana Poniente                              | Radial SO      | 2014     | 2      |
| 37   | 56.0          | U.H. CTM Atzacoalco - U.H. CTM Culhuacán (Carmen Serdán)     | Eje 2 Oriente                                          | Ote.: N < > S  | 1981     | 5      |
| 39B  | 24.2          | Av. Santa Ana - Bosque de Nativitas                          | Avenida Canal de Miramontes                            | Radial SE      | 2000~    | 3      |
| 43   | 35.8          | León de los Aldama - Central de Abasto                       | José Loreto Fabela / Circuito Interior Ote.            | Ote.: N < > S  | 1981     | 5      |
| 46C  | 37.9          | Central de Abasto - Santa Catarina Yecahuízotl               | Ejes 5 y 6 Sur                                         | Radial SE      | 2000~    | 4      |
| 47A  | 52.8          | Alameda Oriente - Bosque de Nativitas                        | Anillo Periférico Oriente                              | Ote.: N < > S  | 1981     | 4      |
| 52C  | 42.6          | Zapata - Santa Marta                                         | Eje 8 Sur                                              | Sur O < > E    | 1983     | 4      |
| 57A  | 82.5          | Toreo - Constitución de 1917                                 | Anillo Periférico                                      | Arco O < S > E | 1981     | 7      |
| 57C  | 82.5          | Toreo - Constitución de 1917                                 | Anillo Periférico                                      | Arco O < S > E | 1981     | 4      |
| 59   | 27.9          | El Rosario - Chapultepec                                     | A. Serdán / M. Escobedo                                | Radial NE      | 1981     | 7      |
| 59A  | 32.2          | El Rosario - Sullivan                                        | Aquiles Serdán / Sta. María la Ribera                  | Radial NE      | 1983     | 7      |
| 69   | 35.3          | Estadio Azteca (Huipulco) - Loloigque                        | Carretera Federal 95                                   | Radial S       | 2019     | 2      |
| 76   | 32.8          | Auditorio - C. Comercial Santa Fe                            | Paseo de la Reforma / Paseo de las Palmas              | Radial SO      | 1981     | 1      |
| 76A  | 30.8          | Auditorio - C. Comercial Santa Fe                            | Paseo de la Reforma                                    | Radial SO      | 1984     | 1      |
| 81A  | 34.3          | Tasqueña - San Gregorio Atlapulco                            | Eje 1 Oriente / Nuevo León                             | Radial SE      | 2019     | 3      |
| 101  | 23.6          | Indios Verdes - Lomas de Cuautepec                           | Av. Ticomán / Cuautepec                                | Radial N       | 1981     | 6      |
| 101A | 26.3          | La Villa (Ferroplaza) - Ampliación Malacates                 | M. Bernard / Cuautepec                                 | Radial N       | 1983     | 6      |
| 101B | 24.3          | La Villa (Ferroplaza) - Forestal                             | M. Bernard / Cuautepec                                 | Radial N       | 2000~    | 6      |
| 101D | 28.3          | La Villa (Ferroplaza) - Cocoyotes (La Brecha)                | M. Bernard / Cuautepec                                 | Radial N       | 2000~    | 6      |
| 102  | 25.6          | Indios Verdes - Cocoyotes (La Brecha)                        | Av. Ticomán / Cuautepec                                | Radial N       | 1981     | 6      |
| 103  | 35.1          | La Raza - Ampliación Malacates                               | Eje Central Norte / Cuautepec                          | Radial N       | 1981     | 6      |
| 104  | 28.1          | Potrero - El Tepetatal (El Charco)                           | Avenida I.P.N. / Cuautepec                             | Radial N       | 1981     | 6      |
| 107  | 18.7          | Tacuba - El Rosario                                          | Avenida Azcapotzalco                                   | Radial NE      | 1981     | 7      |
| 107B | 39.2          | Tacuba - Cantera                                             | Avenida Azcapotzalco / Eje 6 Norte                     | Nte.: O < > E  | 1984     | 7      |
| 108  | 34.3          | Indios Verdes - El Tepetatal (El Charco)                     | Av. Ticomán / Cuautepec                                | Radial N       | 1981     | 6      |
| 110  | 37.9          | Tacubaya - San Pablo Chimalpa                                | Av. Constituyentes / Carretera Federal 15              | Radial SO      | 1981     | 1      |
| 110B | 41.6          | Tacubaya - San Lorenzo Acopilco                              | Av. Constituyentes / Carretera Federal 15              | Radial SO      | 1989     | 1      |
| 110C | 43.6          | Tacubaya - La Pila                                           | Av. Constituyentes / Carretera Federal 15              | Radial SO      | 2000~    | 1      |
| 111A | 46.0          | Pino Suárez - Caseta a Cuernavaca                            | Calzada de Tlalpan                                     | Radial S       | 2019     | 2      |
| 112  | 20.6          | Tacubaya - Ampliación Jajalpa                                | Avenida Revolución / Minas                             | Radial SO      | 1981     | 1      |
| 113B | 34.5          | Tacubaya - Navidad (Piedras)                                 | Av. Constituyentes / Bosque de la Reforma              | Radial SO      | 1983     | 1      |
| 115  | 43.6          | Tacubaya - Cuajimalpa (Jesús del Monte)                      | Avenida Vasco de Quiroga                               | Radial SO      | 1981     | 1      |
| 115A | 26.7          | Chapultepec - San Bartolo Ameyalco                           | Av. Revolución / Las Águilas                           | Radial SO      | 1983     | 1      |
| 116  | 38.0          | Mixcoac - Santa Rosa Xochiac                                 | Av. Revolución / Camino al Desierto de los Leones      | Radial SO      | 1981     | 1      |
| 116A | 44.6          | General Anaya - Río de Guadalupe                             | Coyoacán Centro / Altavista                            | Radial SO      | 1983     | 2      |
| 118  | 44.6          | Tacubaya - Santa Rosa Xochiac                                | Avenida Vasco de Quiroga                               | Radial SO      | 1981     | 1      |
| 119  | 16.8          | Tacubaya - Piloto A. López Mateos                            | Avenida Revolución / Minas                             | Radial SO      | 1981     | 1      |
| 119B | 16.6          | Mixcoac - Presidentes                                        | Avenida Santa Lucía                                    | Radial SO      | 1983     | 1      |
| 120  | 32.0          | Zapata - San Mateo Tlaltenango                               | Avenida Santa Lucía                                    | Radial SO      | 1981     | 1      |
| 121A | 33.7          | Zapata - San Bartolo Ameyalco                                | Altavista / Cam. Desierto de los Leones                | Radial SO      | 2019     | 1      |
| 123A | 31.0          | Universidad - Pedregal de San Nicolás                        | Eje 10 Sur / Santa Teresa                              | Radial SO      | 1983     | 2      |
| 124  | 17.9          | Mixcoac - Tlacuitlapa (Puerta Grande)                        | Avs. Revolución / Centenario                           | Radial SO      | 1981     | 1      |
| 124A | 17.9          | Mixcoac - Ampliación Tepeaca                                 | Avs. Revolución / Centenario                           | Radial SO      | 2000~    | 1      |
| 125  | 34.2          | Universidad - Bosques del Pedregal                           | Pedregal / Picacho-Ajusco                              | Radial SO      | 1981     | 2      |
| 126  | 19.6          | Copilco - Magdalena Atlitic                                  | Eje 10 Sur / Santa Teresa                              | Radial SO      | 2022     | 2      |
| 128  | 31.2          | Universidad - San Bernabé (Oyamel)                           | Eje 10 Sur / San Francisco/San Bernabé                 | Radial SO      | 1981     | 2      |
| 131  | 19.1          | Estadio Azteca (Huipulco) - Caseta a Cuernavaca              | Tlalpan / Autopista Fed. 95D                           | Radial S       | 1981     | 2      |
| 132  | 18.0          | Estadio Azteca (Huipulco) - Tlalmille                        | Tlalpan / Carretera Fed. 95                            | Radial S       | 2019     | 2      |
| 134  | 36.7          | Estadio Azteca (Huipulco) - Santo Tomás Ajusco               | Tlalpan / Carretera Fed. 95                            | Radial S       | 1981     | 2      |
| 134A | 50.6          | Estadio Azteca (Huipulco) - Parres                           | Tlalpan / Carretera Fed. 95                            | Radial S       | 1989     | 2      |
| 134B | 35.9          | Estadio Azteca (Huipulco) - San Miguel Topilejo              | Tlalpan / Carretera Fed. 95                            | Radial S       | 1989     | 2      |
| 134C | 46.7          | Universidad - Santo Tomás Ajusco                             | Tlalpan / Carretera Fed. 95                            | Radial S       | 2000~    | 2      |
| 134D | 45.7          | Universidad - San Miguel Topilejo                            | Tlalpan / Carretera Fed. 95                            | Radial S       | 2000~    | 2      |
| 141  | 31.5          | Tláhuac - Villa Milpa Alta                                   | Tulyehualco / Tecomitl                                 | Radial SE      | 1981     | 3      |
| 142  | 24.6          | Xochimilco (Palmas) - Tulyehualco                            | C. Xochimilco-Tulyehualco                              | Radial SE      | 1981     | 3      |
| 143  | 55.2          | Tasqueña - Villa Milpa Alta                                  | C. de Miramontes / Div. del Norte / Carretera Fed. 113 | Radial SE      | 1981     | 3      |
| 144  | 35.8          | Xochimilco (Palmas) - San Pablo Oztotepec                    | Xalpa / Tepetlapa                                      | Radial SE      | 1981     | 3      |
| 144C | 24.7          | Villa Milpa Alta - San Salvador Cuauhtenco                   | Atocpan - Oztotepec                                    | Radial SE      | 1991     | 3      |
| 145  | 20.0          | Xochimilco (Palmas) - Pedregal de San Francisco              | Xalpa / Tlalnepantla                                   | Radial SE      | 1981     | 3      |
| 145A | 45.8          | República del Salvador - Santiago Tepalcatlalpan             | Calz. de Tlalpan / Calz. México-Xochimilco             | Radial S       | 1983     | 3      |
| 146  | 24.3          | Xochimilco (Palmas) - San Miguel Tehuisco                    | Xalpa / Topilejo                                       | Radial SE      | 1981     | 3      |
| 147  | 30.2          | Xochimilco (Palmas) - San Bartolomé Xicomulco                | Xalpa / Tepetlapa                                      | Radial SE      | 1981     | 3      |
| 148  | 27.7          | Tláhuac - San Nicolás Tetelco                                | Tulyehualco / Tecomitl                                 | Radial SE      | 1981     | 3      |
| 149  | 31.1          | Tláhuac - San Andrés Mixquic                                 | Tulyehualco / Tecomitl                                 | Radial SE      | 1981     | 3      |
| 159  | 12.5          | Constitución de 1917 - Palmitas                              | Calz. Ermita-Iztapalapa                                | Radial SE      | 1981     | 4      |
| 161  | 18.2          | Constitución de 1917 - Ampliación Santiago                   | Calz. Ermita-Iztapalapa                                | Radial SE      | 1981     | 4      |
| 161C | 31.1          | Constitución de 1917 - Palmas                                | Calz. Ermita-Iztapalapa                                | Radial SE      | 1989     | 4      |
| 161D | 27.7          | Central de Abasto - Buenavista (Parajes)                     | Eje 5 Ote. / Calz. Ermita-Iztapalapa                   | Radial SE      | 1989     | 4      |
| 161E | 11.3          | Constitución de 1917 - San José Buenavista                   | Calz. Ermita-Iztapalapa                                | Radial SE      | 2000~    | 4      |
| 161F | 12.7          | Constitución de 1917 - Barranca de Guadalupe                 | Calz. Ermita-Iztapalapa                                | Radial SE      | 2000~    | 4      |
| 162  | 41.7          | Zaragoza - Santa Catarina Yecahuízotl                        | Av. Tláhuac / Eje 10 Sur                               | Radial SE      | 1981     | 4      |
| 162B | 42.8          | Zaragoza - Campestre Potrero                                 | Calz. I. Zaragoza                                      | Radial SE      | 2000~    | 4      |
| 162D | 67.6          | Universidad - Santa Catarina Yecahuízotl                     | Acoxpa / Canal de Chalco / Eje 10 Sur                  | Sur: O < > E   | 2000~    | 4      |
| 162E | 23.2          | Tláhuac - San Francisco Apolocalco                           | Eje 10 Sur                                             | Radial SE      | 2025     | 3      |
| 162F | 41.5          | La Virgen - San Francisco Apolocalco                         | Av. Tláhuac / Eje 10 Sur                               | Radial SE      | 2025     | 3      |
| 163  | 32.7          | Zaragoza - Teotongo (Guadalupe)                              | Calz. I. Zaragoza                                      | Radial SE      | 1981     | 4      |
| 163A | 31.8          | Zaragoza - Teotongo (Torres)                                 | Calz. I. Zaragoza                                      | Radial SE      | 1981     | 4      |
| 163B | 32.1          | Zaragoza - Teotongo (Avisadero)                              | Calz. I. Zaragoza                                      | Radial SE      | 1981     | 4      |
| 164  | 30.3          | Zaragoza - Miguel de la Madrid                               | Calz. I. Zaragoza                                      | Radial SE      | 1981     | 4      |
| 165A | 19.8          | Constitución de 1917 - Ejército de Oriente                   | Anillo Periférico Oriente                              | Radial SE      | 2000~    | 4      |
| 166  | 32.0          | Zaragoza - Ixtlahuacán (Miravalle)                           | Calz. I. Zaragoza                                      | Radial SE      | 2000~    | 4      |
| 168  | 9.5           | Pantitlán - Arenal 4a Sección                                | Arenal                                                 | Radial NE      | 1983     | 5      |
| 169  | 8.5           | Puebla - Agrícola Pantitlán                                  | Calle 2 / Calle 4                                      | Alim. E        | 2025     | 4      |
| 200  | 38.3          | Oceanía - Oceanía (Sentido antihorario)                      | Circuito Interior                                      | Circuito       | 2009     | 6      |
| 200  | 38.2          | Oceanía - Oceanía (Sentido horario)                          | Circuito Interior                                      | Circuito       | 2009     | 7      |
| 300A | 53.2          | Paseo Acoxpa - Auditorio (Expreso directo)                   | Anillo Periférico                                      | Arco SO        | 2020     | 7      |
| 300B | 52.7          | Paseo Acoxpa - UAM Cuajimalpa (Expreso directo)              | Anillo Periférico                                      | Arco SO        | 2020     | 2      |

1. ↑  Las aperturas anteriores al año 1995 corresponden a rutas que se implementaron en la red de Ruta 100 y se legaron al STT y posteriormente a RTP.
2. 1 2 3 4 5 6 7 8 9 10 11 12 13 14 15 16 17 18 19 20 21 22 23 24 25 26 27 28 29 30 31 32 33  Con diferencias significativas a su trazo original.
3. ↑  Ruta recuperada del periodo de Ruta100.
4. 1 2 3 4 5 6  Ruta sin similitudes al trazo original en el periodo de Ruta100.

## Flota de autobuses

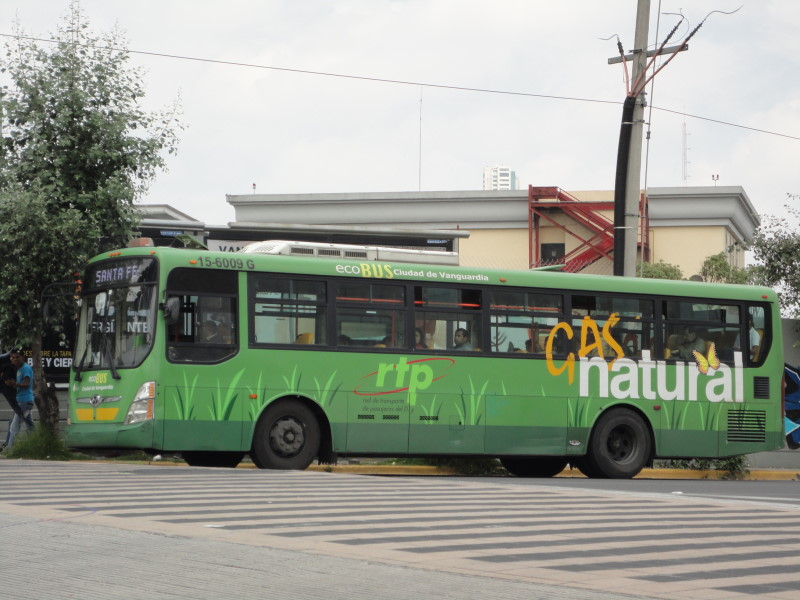
Autobús de la marca Hyundai modelo Aero City GNC 2014 que cubría la ruta verde Balderas - Santa Fe, fueron los primeros buses ecológicos de su tipo.

### Flotilla Benito Juárez García
76 autobuses diésel
Características:
- 10.8 metros de largo
- Cámaras de video vigilancia, GPS y botones de pánico
- Espacio para personas con discapacidad, adultas mayores y espacios exclusivos para mujeres
- Certificación oficial ambiental Euro VI
- Entrada normal

Modelo:*Marcopolo Torino chasís B8R

### Flotilla Vicente Guerrero
75 autobuses diésel
Características:
- 10.8 metros de largo
- Cámaras de video vigilancia, GPS y botones de pánico
- Rampa de acceso
- Espacio para personas con discapacidad, adultas mayores y espacios exclusivos para mujeres
- Certificación oficial ambiental Euro VI
- Entrada normal y low entry

Modelo:*Marcopolo Torino chasís B8R LE 6X2'

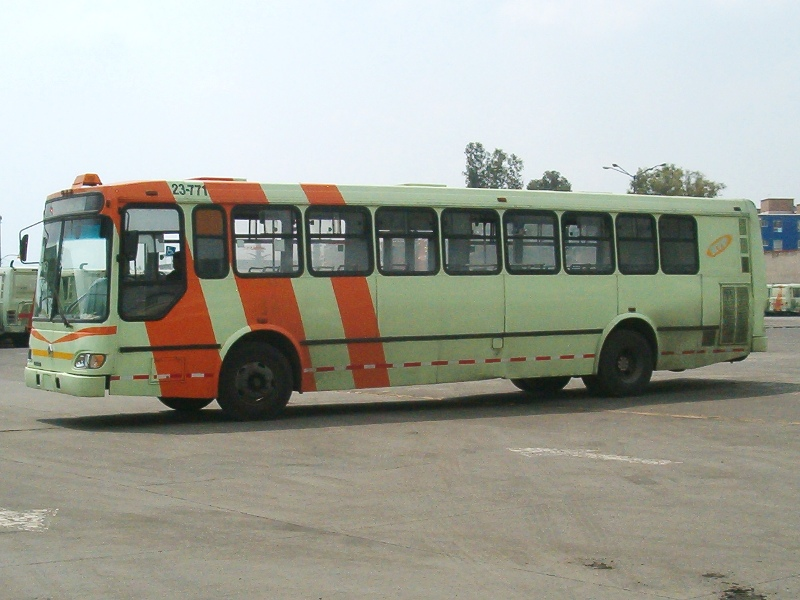
Autobús de Red de Transporte de Pasajeros en el Módulo 23.

### Flotilla Leona Vicario
42 autobuses diésel
Características:
- 12.5 metros de largo
- Cámaras de video vigilancia, GPS y botones de pánico
- Rampa de acceso
- Espacio para personas con discapacidad, adultas mayores y espacios exclusivos para mujeres
- Certificación oficial ambiental Euro VI
- Entrada de piso bajo con sistema de arrodillamiento

Modelo:*Volvo CAIO Access con chasís B8RLE'

### Flotilla José María Morelos y Pavón
70 autobuses diésel
Características:
- 12.5 metros de largo
- Cámaras de video vigilancia, GPS y botones de pánico
- Rampa de acceso
- Espacio para personas con discapacidad, adultas mayores y espacios exclusivos para mujeres
- Certificación oficial ambiental Euro VI
- Entrada de piso bajo con sistema de arrodillamiento

Modelo:*Volvo CAIO Access con chasís B8RLE'

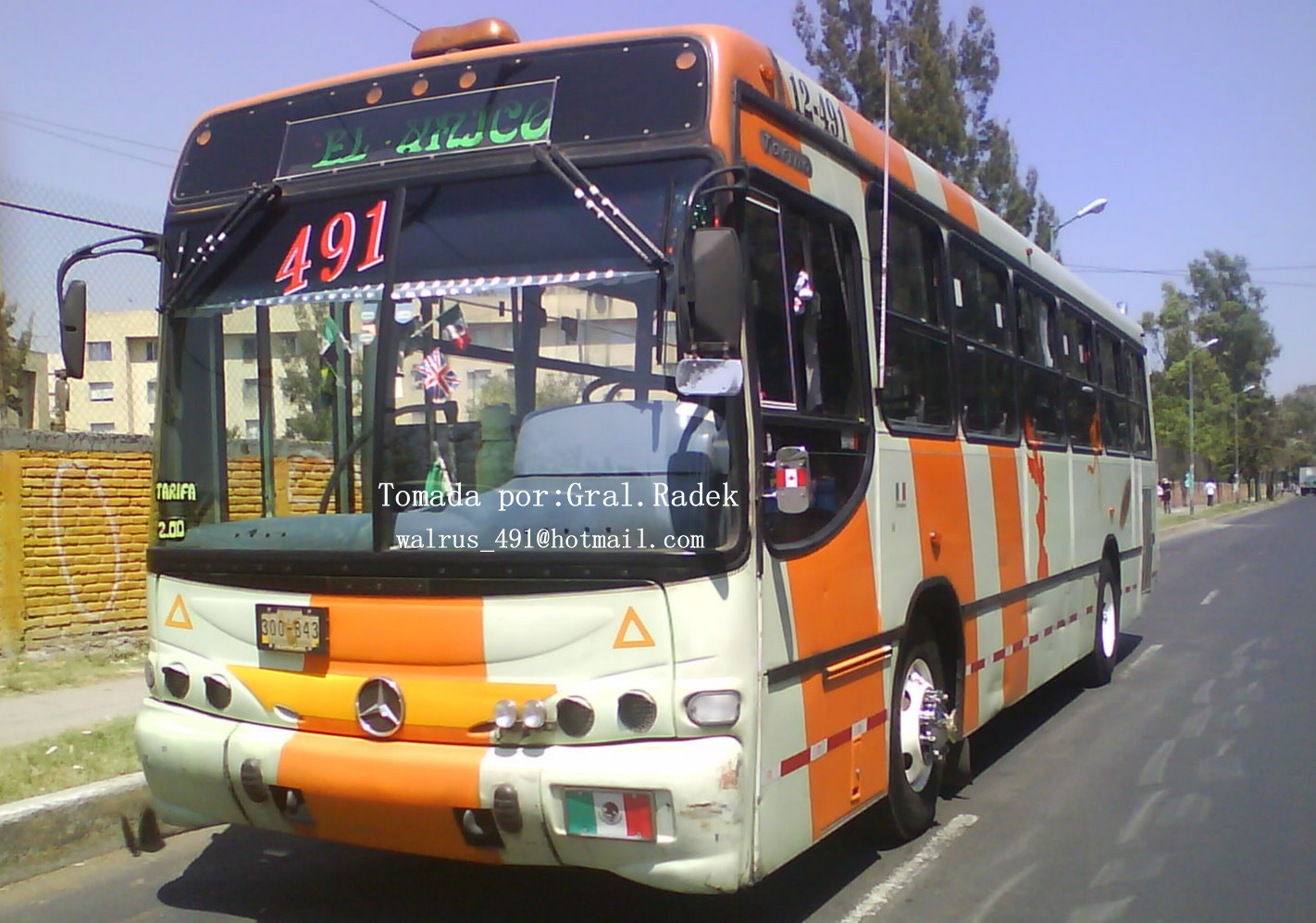
Autobús Marcopolo-Mercedes Benz Torino Modelo 2002, perteneciente al Módulo 12.

### Flotilla Emiliano Zapata
45 autobuses diésel
Características:
- 11 metros de largo
- Cámaras de video vigilancia, GPS y botones de pánico
- Rampa de acceso
- Espacio para personas con discapacidad, adultas mayores y espacios exclusivos para mujeres
- Certificación oficial ambiental Euro VI
- Entrada de piso bajo con sistema de arrodillamiento

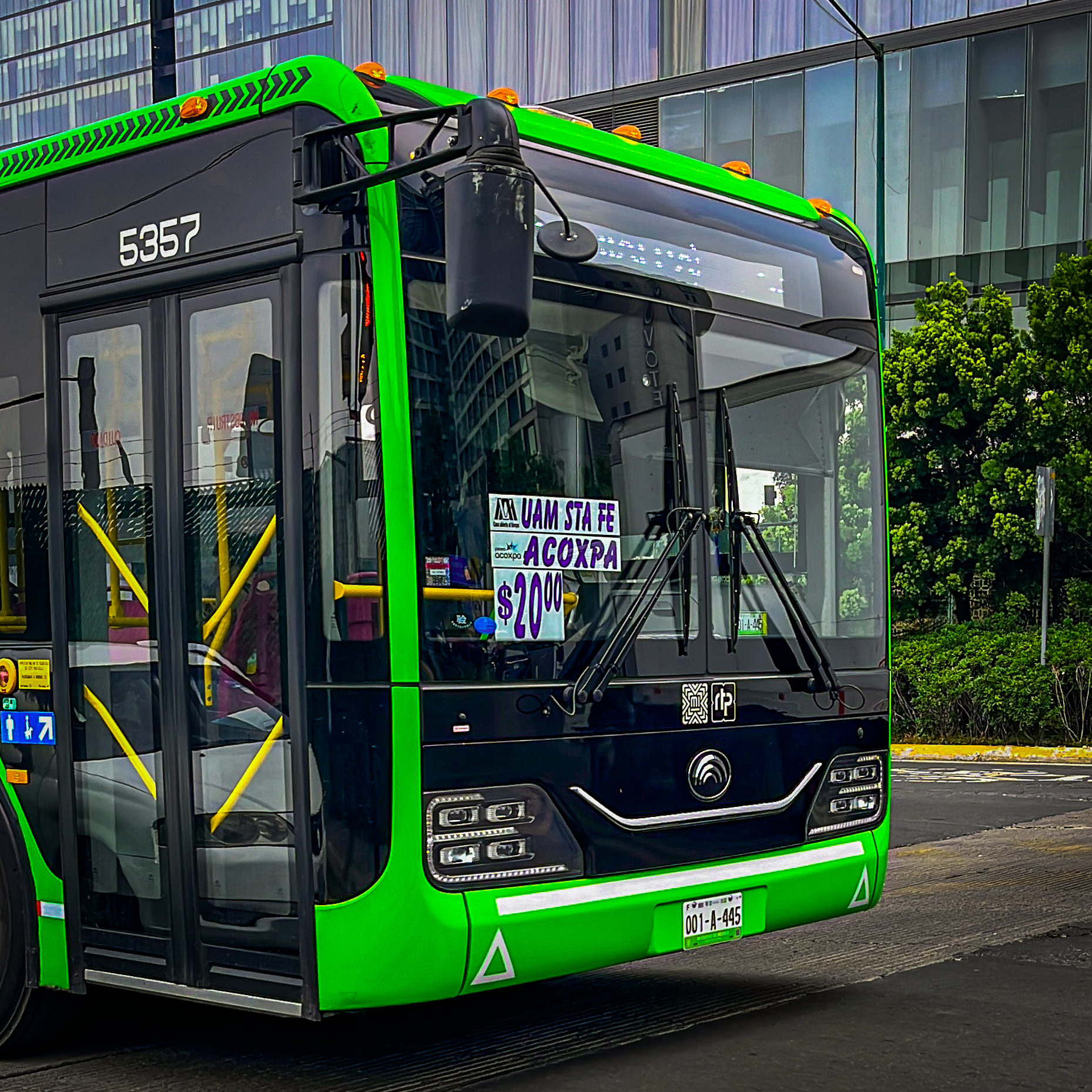
Unidad RTP

Modelo:*Volvo CAIO Access'

## Módulos de operaciones

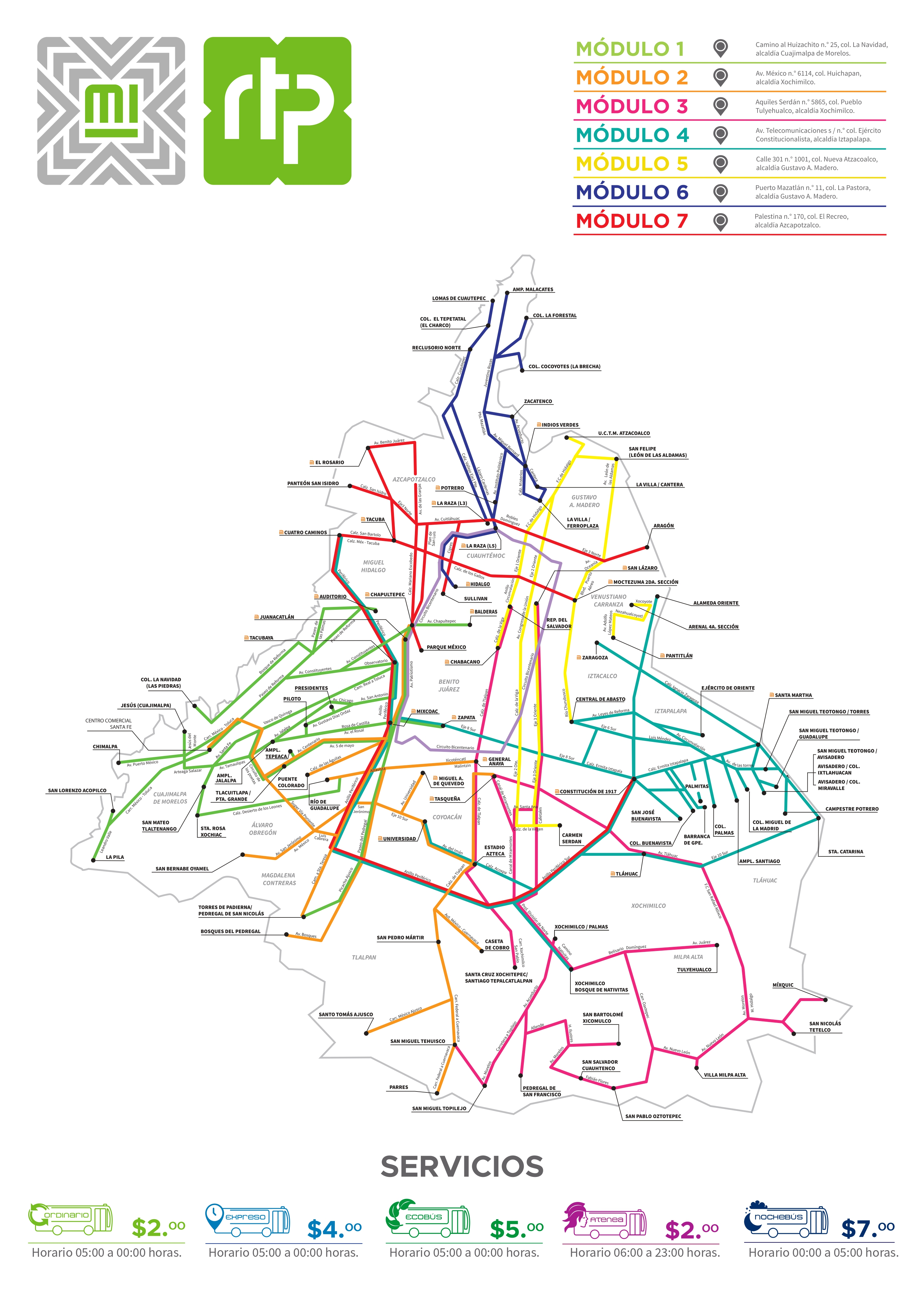
Mapa de rutas del RTP.

La Dirección de Operación es la responsable de establecer las políticas del servicio y la que tiene a su cargo los 8 Módulos Operativos de RTP, donde se cuentan con las instalaciones necesarias (oficinas administrativas modulares, talleres, patios, estaciones de combustible, diagnóstico y servicio) para dar alojo y conservación al Parque Vehicular asignado a cada uno de ellos, así como su Red de Rutas por Zona de Cobertura:
|  |  |  |  |  |  |  |  |  |  |  |  |  |  |  |  |
|  |  |  |  |  |  |  |  |  |  |  |  |  |  |  |  |

| 2A  | 13A | 17E  | 17F  | 34B  | 69   | 111A   | 116A | 123A | 125 | '126' | 128 | 131 |
| 132 | 134 | 134A | 134B | 134C | 134D | '300B' |      |      |     |       |     |     |

| 31B | 39A | 39B | 81A | 141 | 142 | 142B | 143 | 144 | 144C | 145 | 145A | 146 |
| 147 | 148 | 149 |     |     |     |      |     |     |      |     |      |     |

| 1D   | 46C | 47A  | 52C  | '57C' | 159  | 161 | 161C | 161D | 161E | 161F | 162 | 162B |
| 162D | 163 | 163A | 163B | 164   | 165A | 166 | 167  |      |      |      |     |      |

| 33 | 37 | 39 | 43 | '168' |

| 23 | 25 | 27A | 101 | 101A | 101B | 101D | 102 | 103 | 104 | 108 | '200' |

| 11A | 12 | 18 | 19 | 19A | '57A' | 59 | 59A | 107 | 107B | '200' | '300A' |

## Servicios
RTP ofrece varias clases de servicio:

### Ordinario
El servicio Ordinario cubre una mayor cantidad de paradas y servicios en 95 rutas que operan en la Ciudad de México. El servicio cobra 4 pesos, cuenta con 95 rutas y con 566 autobuses.

### Expreso

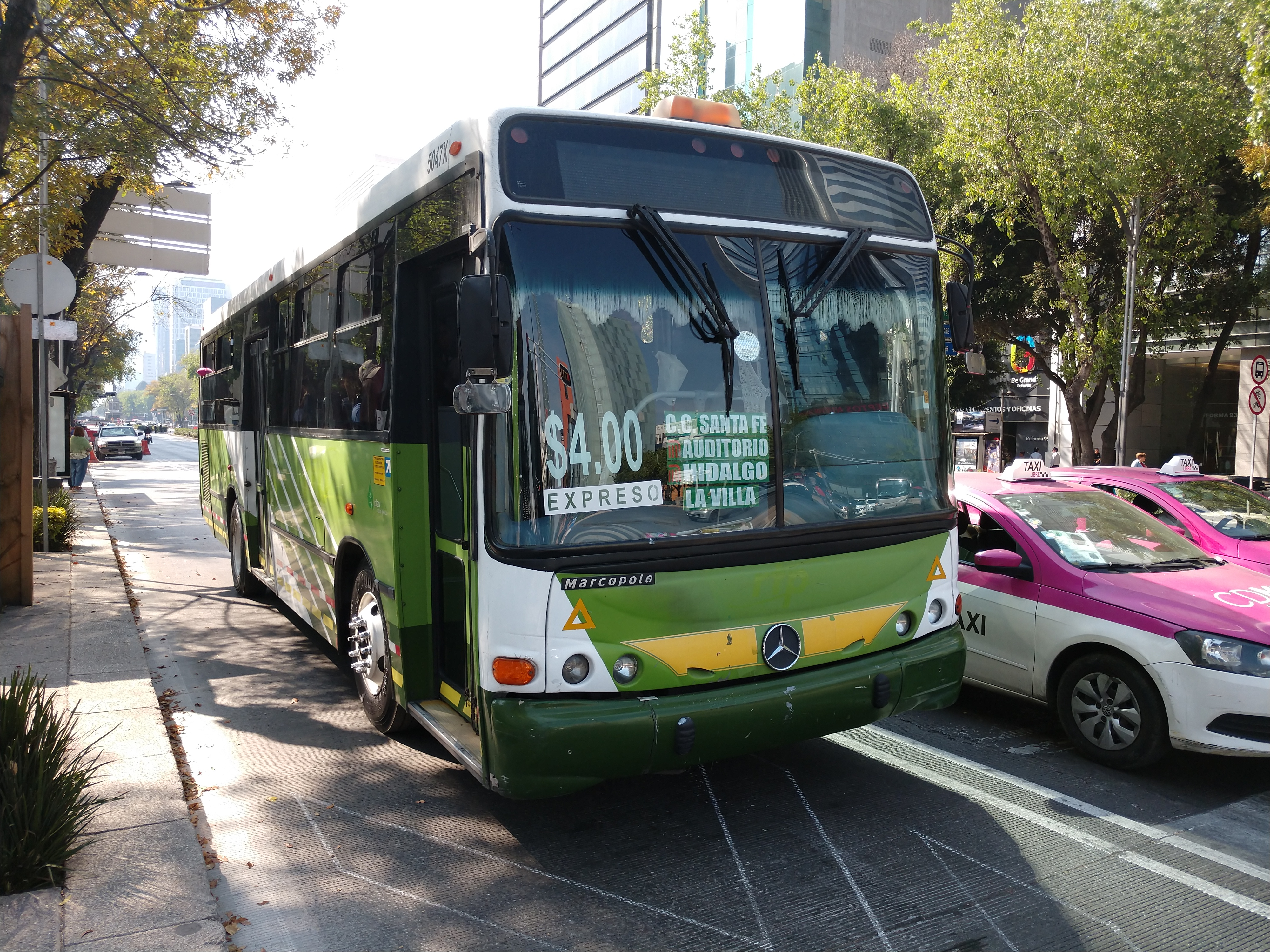
Autobús Expreso del RTP.

El Servicio Expreso es una modalidad en la que el autobús solo se detiene en una serie de paradas previamente establecidas con mayor lejanía entre las habituales, con el fin de que la ruta sea más rápida. Desde junio de 2009 son 145 unidades en 10 rutas con paradas de esta índole. El servicio inició el 8 de junio de 2009.
Los motores de estos autobuses cumplen la normatividad ambiental EPA 04. Estos vehículos también cuentan con rastreo satelital y botón de pánico para detener la marcha en caso de emergencia; además de contar con una nueva cromática verde, medallón transparente, extractores de aire y en 75 de ellos, equipados para personas con discapacidad y de la tercera edad. El servicio cobra 4 pesos, cuenta con 25 rutas y con 349 autobuses.

### Ecobús

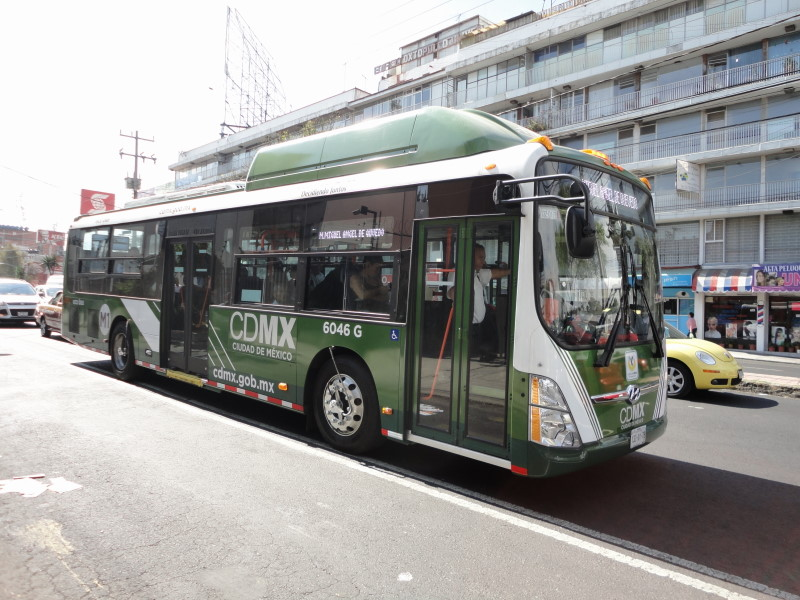
Autobús Exobús del RTP.

El Servicio Ecobús inicio el 16 de noviembre de 2010, se dio banderazo a la primera flota de autobuses de la RTP que opera con Gas Natural Comprimido, iniciando operaciones en la llamada Ruta Verde (Ruta 34-A) Metro Balderas - Centro Comercial Santa Fe, el 1 de junio de 2011 en un servicio denominado "EcoBús Ciudad de Vanguardia".
Este servicio se ofrece a través de 30 autobuses Hyundai Súper Aero City, cuyo corredor principal es la Av. Constituyentes.
Está denominada como "Ruta Verde", ya que cuenta con modernas unidades Hyundai que operan con Gas Natural Comprimido, un combustible menos contaminante; mismo que reduce el humo al 100%, el monóxido de carbono en un 99% y el óxido de nitrógeno al 50%.
El 23 de julio de 2012 se presentó el "Proyecto Ejecutivo de Línea 2 Eco Bus San Jerónimo - Centro Comercial Santa Fe" que correrá libre de peaje sobre la Supervía Poniente con 40 unidades a Gas Natural Comprimido, con servicio Ordinario y Expreso.
El servicio ordinario tenía 33 puntos de ascenso y descenso en ambos sentidos y el servicio Expreso 22 puntos de ascenso y descenso y se prevé traslade al año una cantidad similar de pasajeros de la Línea 1 de Eco Bus Balderas - Santa Fe.
El 17 de diciembre de 2014 inició operaciones la Línea 2 del Ecobús, del Centro Comercial Santa Fe al Metro Miguel Ángel de Quevedo, con una longitud de operación de 44.1 kilómetros con 63 paradas, 30 sentido poniente - sur y 33 sentido sur - poniente. En esta línea operaban 42 autobuses: 40 Hyundai Súper Aero City Low Entry y 2 Hyundai Blue-City Hybrid, ambos con capacidad para 90 personas. El servicio cobra 5 pesos y cuenta con 72 autobuses.

### Atenea

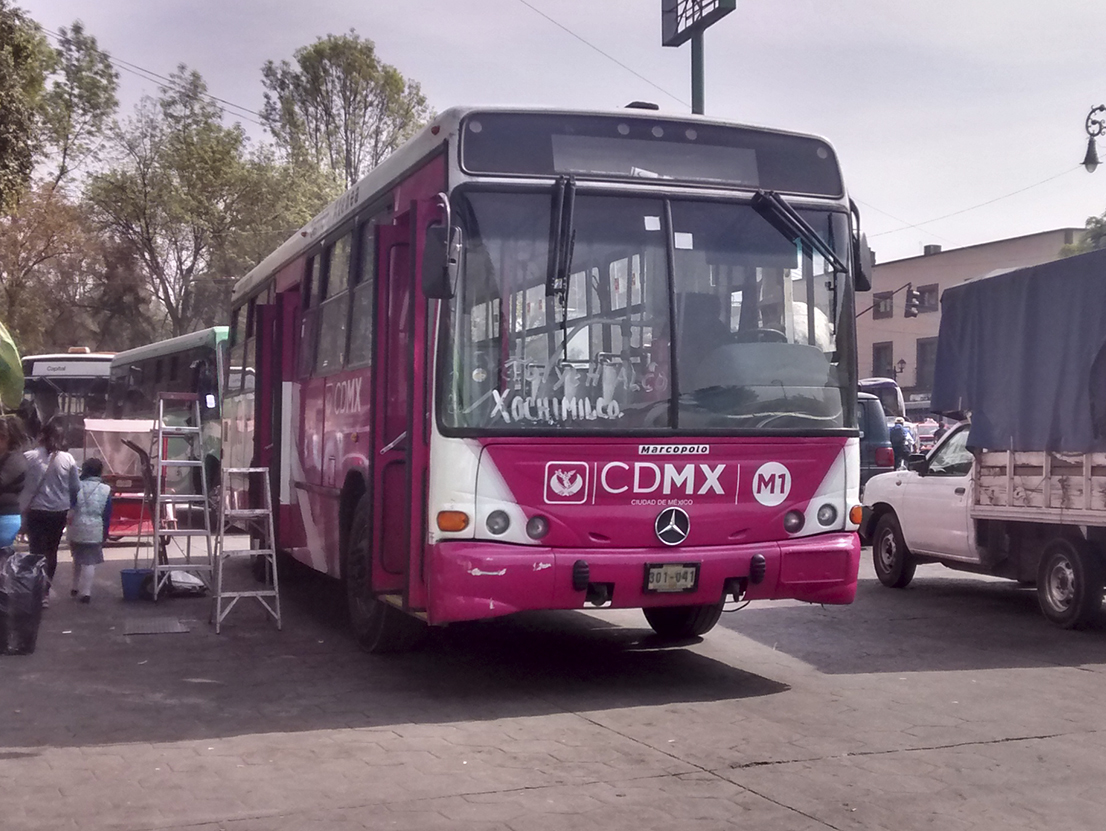
Autobús Atenea del RTP.

El Servicio Atenea se fundó debido a la incidencia de diversas formas de abuso y acoso sexual a las usuarias del entonces sistema RTP, el 14 de enero de 2008 se presentó el Programa Atenea, consistente en 100 autobuses exclusivos para el uso de mujeres. Dichos autobuses estaban pintados de rosa y están rotulados con la leyenda “Servicio Exclusivo para Mujeres”. Estas unidades recorrían 51 de las rutas del sistema. Podían dar servicio a adultos mayores y a niños y niñas. El servicio cobraba 2 pesos y contaba con 152 autobuses. Debido a la falta de unidades, este servicio fue disuelto y sus operadoras transferidas a las rutas que aún hoy en día son atendidas por hombres

### Escolar
El Servicio Escolar brinda con 105 autobuses escolares equipados con cinturones de seguridad en la totalidad de sus asientos, interiores debidamente sonorizados y climatizados, asientos acojinados, pantallas con cápsulas informativas y educativas entre otros avances. Las escuelas interesadas en contratar este servicio deben dirigirse a RTP para hacer una valoración de los autobuses a asignar y la ruta que deberán de seguir para el traslado de los estudiantes, quienes son transportados con una educadora a bordo de la unidad que es responsabilidad de la escuela, así como operadores totalmente capacitados para brindar este servicio. El servicio no cobra y cuenta con 105 autobuses.

### Nochebús
El Servicio Nochebús inicio el 19 de diciembre de 2013, este servicio nocturno que opera de 12 de la noche a 5 de la mañana, los siete días de la semana, durante todo el año, con una tarifa unificada de $7.00 MXN excepto adultos mayores, personas con discapacidad, niños y niñas menores de 5 años que viajan gratis. La frecuencia entre un autobús y otro es de 20 minutos, y cuentan con vigilancia policiaca así como revisiones preventivas antes de subir a los mismos. El servicio cobra 7 pesos y cuenta con 7 rutas.

### Sendero Seguro
El Servicio Sendero Seguro es un programa de la Red de Transporte de Pasajeros (RTP) que brinda transporte seguro, económico y cómodo a estudiantes de escuelas ubicadas en la Ciudad de México.
Actualmente se brinda servicio con 17 unidades de la Universidad Nacional Autónoma de México, 5 de la Universidad Autónoma Metropolitana, 3 del Instituto Politécnico Nacional, 2 de la Universidad Autónoma de la Ciudad de México y 1 del Instituto Tecnológico de Iztapalapa, la Escuela Nacional de Antropología e Historia y la Universidad Pedagógica Nacional.

### Servicio Especial de Frecuencia Intensiva

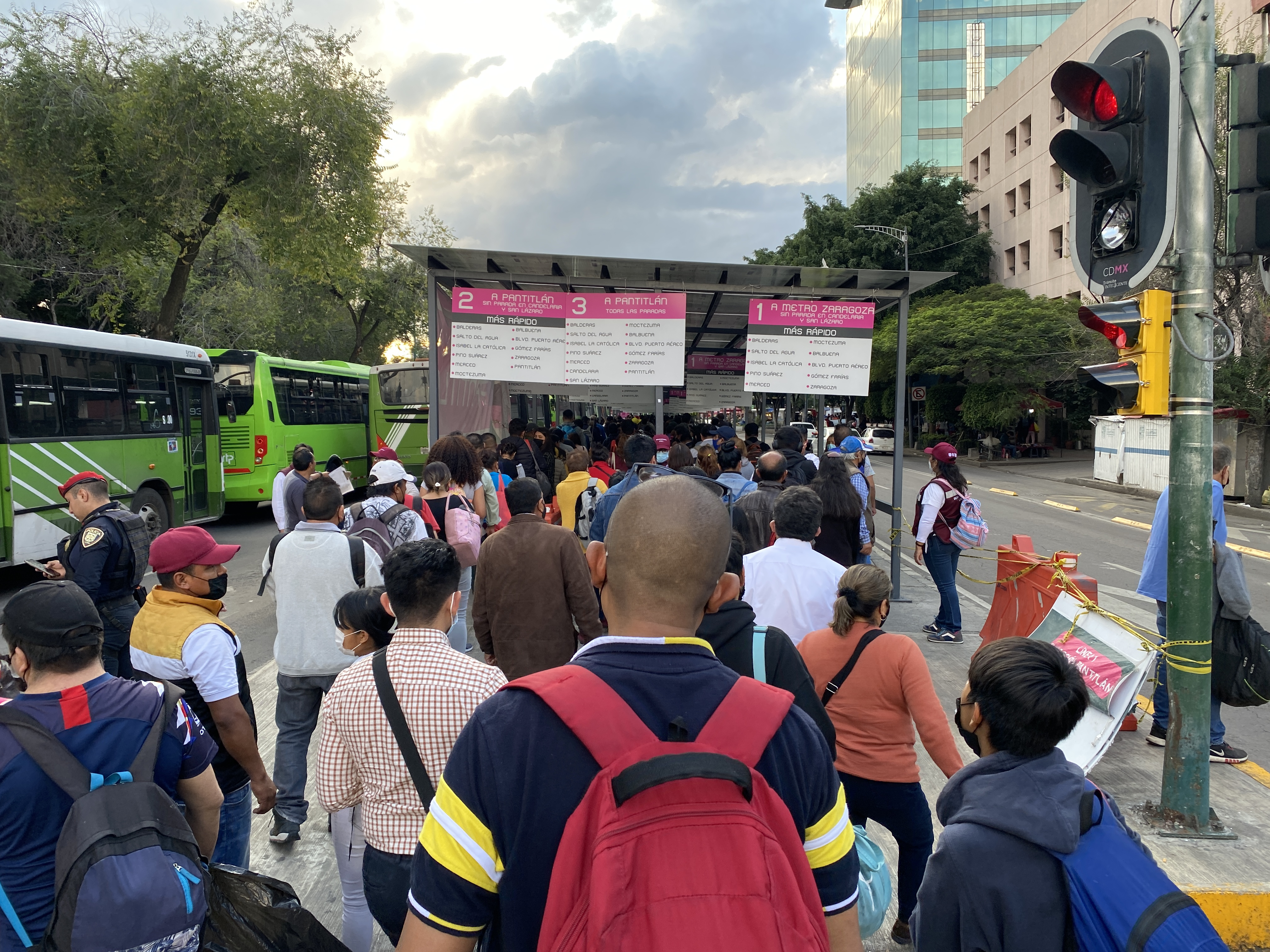
Paradero temporal de RTP.

Los Servicios Especiales de Frecuencia Intensiva, también llamando SEFI, operan en los corredores de los diferentes sistemas de transporte de la ciudad, en caso de haber sufrido alguna contingencia o suspensión en su servicio.
Actualmente opera en apoyo a la Línea 1 del Metro de la Ciudad de México debido a los trabajos de modernización.
También, RTP apoyo al servicio emergente de la Línea 12 del Metro de la Ciudad de México mientras se llevó a cabo la reconstrucción y el reforzamiento del tramo elevado después del accidente de 2021.